# 9060 Toyokawa
A 9060 Toyokawa (ideiglenes jelöléssel 1992 RM) a Naprendszer kisbolygóövében található aszteroida. Satoru Otomo fedezte fel 1992. szeptember 4-én.